# Núria Miret i Antolí
Núria Miret i Antolí (Barcelona, 1957) és una escriptora i traductora catalana, especialitzada en textos educatius, enciclopèdics, literaris, gastronòmics i de viatge. es dedicà professionalment des de l'any 1991 a realitzar traduccions del francès, italià i portuguès al català i castellà. Està casada i té tres fills.

## Obres
- 1001 curiositats de Vic-Osona (Redbook, 2013)[4]
- I love BCN (Redbook, 2014)[5]
- 1002 curiositats de Barcelona (Redbook, 2015)[6]
- Guia curiosa de Barcelona (Redbook, 2016)[7]
- 1001 records de Barcelona (Redbook, 2016)[8]
- Rutes per descobrir Barcelona (Redbook, 2017)[9]
- Barcelonines - 1001 històries de les dones de Barcelona (Redbook, 2017)[10]
- 1001 secrets de la Barcelona burgesa (Redbook, 2018)[11]